# تورینگربرگ
تورینگربرگ (به آلمانی: Thüringerberg) یک منطقهٔ مسکونی در اتریش است که در ناحیه بلودنتس واقع شده‌است. تورینگربرگ ۱۰٫۳۹ کیلومتر مربع مساحت دارد ۸۷۷ متر بالاتر از سطح دریا واقع شده‌است.